# Decano da Humanidade
Decano da Humanidade é o título concedido à pessoa mais idosa viva no mundo, quase sempre alguém supercentenário. A atual decana da Humanidade, a pessoa mais velha cuja idade pode ser comprovada, é Ethel Caterham, do Reino Unido, nascida em 1909 e tem, atualmente, 115 anos e 305 dias. A verificação sistemática da longevidade humana é uma prática recente e realizada somente em algumas partes do mundo.

## Lista das dez pessoas verificadas mais velhas de todos os tempos
| Rank | Nome                  | Gênero | Data de nascimento      | Data de morte          | Idade               | Nacionalidade          |
| ---- | --------------------- | ------ | ----------------------- | ---------------------- | ------------------- | ---------------------- |
| 1    | Jeanne Calment        | F      | 21 de fevereiro de 1875 | 4 de agosto de 1997    | 122 anos e 164 dias | França                 |
| 2    | Kane Tanaka           | F      | 2 de janeiro de 1903    | 19 de abril de 2022    | 119 anos e 107 dias | Japão                  |
| 3    | Sarah Knauss          | F      | 24 de setembro de 1880  | 30 de dezembro de 1999 | 119 anos e 97 dias  | Estados Unidos         |
| 4    | Lucile Randon         | F      | 11 de fevereiro de 1904 | 17 de janeiro de 2023  | 118 anos e 340 dias | França                 |
| 5    | Nabi Tajima           | F      | 4 de agosto de 1900     | 21 de abril de 2018    | 117 anos e 260 dias | Japão                  |
| 6    | Marie-Louise Meilleur | F      | 29 de agosto de 1880    | 16 de abril de 1998    | 117 anos e 230 dias | Canadá                 |
| 7    | Violet Brown          | F      | 10 de março de 1900     | 15 de setembro de 2017 | 117 anos e 189 dias | Jamaica                |
| 8    | Maria Branyas         | F      | 4 de março de 1907      | 20 de agosto de 2024   | 117 anos e 169 dias | Estados Unidos Espanha |
| 9    | Emma Morano           | F      | 29 de novembro de 1899  | 15 de abril de 2017    | 117 anos e 137 dias | Itália                 |
| 10   | Chiyo Miyako          | F      | 2 de maio de 1901       | 22 de julho de 2018    | 117 anos e 81 dias  | Japão                  |

## Lista dos dez homens mais velhos verificados em todos os tempos
| Rank | Nome                      | Data de nascimento     | Data de morte          | Idade               | Nacionalidade        |
| ---- | ------------------------- | ---------------------- | ---------------------- | ------------------- | -------------------- |
| 1    | Jiroemon Kimura           | 19 de abril de 1897    | 12 de junho de 2013    | 116 anos e 54 dias  | Japão                |
| 2    | Christian Mortensen       | 16 de agosto de 1882   | 25 de abril de 1998    | 115 anos e 252 dias | Dinamarca            |
| 3    | Emiliano Mercado del Toro | 21 de agosto de 1891   | 24 de janeiro de 2007  | 115 anos e 156 dias | Porto Rico           |
| 4    | Juan Vicente Pérez        | 27 de maio de 1909     | 2 de abril de 2024     | 114 anos e 311 dias | Venezuela            |
| 5    | Horacio Celi Mendoza      | 3 de janeiro de 1897   | 25 de setembro de 2011 | 114 anos e 265 dias | Peru                 |
| 6    | Walter Breuning           | 21 de setembro de 1896 | 14 de abril de 2011    | 114 anos e 205 dias | Estados Unidos       |
| 7    | Yukichi Chuganji          | 23 de março de 1889    | 28 de setembro de 2003 | 114 anos e 189 dias | Japão                |
| 8    | Tomás Pinales Figuereo    | 31 de março de 1906    | 24 de setembro de 2020 | 114 anos e 177 dias | República Dominicana |
| 9    | Joan Riudavets            | 15 de dezembro de 1889 | 5 de março de 2004     | 114 anos e 81 dias  | Espanha              |
| 10   | Fred Hale                 | 1 de dezembro de 1890  | 19 de novembro de 2004 | 113 anos e 354 dias | Estados Unidos       |

## Lista das dez pessoas vivas verificadas mais velhas do mundo
| Rank | Nome                        | Gênero | Data de nascimento     | Idade atual         | Nacionalidade  |
| ---- | --------------------------- | ------ | ---------------------- | ------------------- | -------------- |
| 1    | Ethel Caterham              | F      | 21 de Agosto de 1909   | 115 anos e 305 dias | Inglaterra     |
| 2    | Marie-Rose Tessier          | F      | 21 de maio de 1910     | 115 anos e 32 dias  | França         |
| 3    | Naomi Whitehead             | F      | 26 de setembro de 1910 | 114 anos e 269 dias | Estados Unidos |
| 4    | Izabel Rosa Pereira         | F      | 13 de outubro de 1910  | 114 anos e 252 dias | Brasil         |
| 5    | Lucia Laura Sangenito       | F      | 22 de novembro de 1910 | 114 anos e 212 dias | Itália         |
| 6    | Klavdiya Gadyuchkina        | F      | 5 de dezembro de 1910  | 114 anos e 199 dias | Rússia         |
| 7    | Andrée Bertoletto           | F      | 1 de janeiro de 1911   | 114 anos e 172 dias | França         |
| 8    | Yolanda Beltrão de Azevedo  | F      | 13 de janeiro de 1911  | 114 anos e 160 dias | Brasil         |
| 9    | Miyoko Hiroyasu             | F      | 23 de janeiro de 1911  | 114 anos e 150 dias | Japão          |
| 10   | Maria Paschoalina de Castro | F      | 2 de maio de 1911      | 114 anos e 51 dias  | Brasil         |

## Lista dos dez homens vivos verificados mais velhos do mundo
| Rank | Nome                                 | Data de nascimento      | Idade atual         | Nacionalidade |
| ---- | ------------------------------------ | ----------------------- | ------------------- | ------------- |
| 1    | João Marinho Neto                    | 5 de outubro de 1912    | 112 anos e 260 dias | Brasil        |
| 2    | Josino Levino Ferreira               | 3 de abril de 1913      | 112 anos e 80 dias  | Brasil        |
| 3    | Ilie Ciocan                          | 10 de junho de 1913     | 112 anos e 12 dias  | Roménia       |
| 4    | Ken Weeks                            | 5 de outubro de 1913    | 111 anos e 260 dias | Austrália     |
| 5    | Hilario Orozco Lemus                 | 3 de novembro de 1913   | 111 anos e 231 dias | México        |
| 6    | Julio Saldarriaga Hernández          | 3 de novembro de 1913   | 111 anos e 231 dias | Colômbia      |
| 7    | Zhou Renqing                         | 7 de novembro de 1913   | 111 anos e 227 dias | China         |
| 8    | Luis Carrasco-Muñoz Pérez de la Isla | 13 de fevereiro de 1914 | 111 anos e 129 dias | Espanha       |
| 9    | Primo Olivieri                       | 7 de março de 1914      | 111 anos e 107 dias | Brasil        |
| 10   | Kiyotaka Mizuno                      | 14 de março de 1914     | 111 anos e 100 dias | Japão         |

## Lista dos decanos da humanidade desde 1951
Os sucessivos decanos da humanidade, comprovadamente reconhecidos, desde o ano de 1951, seriam:

| N.º | De                      | Até                                       | Nome                            | Nascimento              | Morte                   | Idade no dia da morte | Origem                   |
| --- | ----------------------- | ----------------------------------------- | ------------------------------- | ----------------------- | ----------------------- | --------------------- | ------------------------ |
| 1   | —                       | 28 de abril de 1951                       | Lucy Woodman                    | 3 de maio de 1841       | 28 de abril de 1951     | 109 anos e 360 dias   | Estados Unidos           |
| 2   | 28 de abril de 1951     | 14 de janeiro de 1954 (2 anos e 261 dias) | Nancy Merriman                  | 19 de dezembro de 1841  | 14 de janeiro de 1954   | 112 anos e 26 dias    | Estados Unidos           |
| 3   | 14 de janeiro de 1954   | 24 de outubro de 1955 (1 ano e 283 dias)  | Betsy Baker                     | 20 de agosto de 1842    | 24 de outubro de 1955   | 113 anos e 65 dias    | Estados Unidos           |
| 4   | 24 de outubro de 1955   | 16 de dezembro de 1956 (1 ano e 53 dias)  | Jennie Howell                   | 11 de fevereiro de 1845 | 16 de dezembro de 1956  | 111 anos e 309 dias   | Estados Unidos           |
| 5   | 16 de dezembro de 1956  | 7 de janeiro de 1957 (22 dias)            | Mathias Hansen Saether          | 21 de outubro de 1848   | 7 de janeiro de 1957    | 108 anos e 78 dias    | Noruega                  |
| 6   | 7 de janeiro de 1957    | 4 de janeiro de 1959 (1 ano e 362 dias)   | Catherine Waller                | 1 de dezembro de 1848   | 4 de janeiro de 1959    | 110 anos e 34 dias    | Estados Unidos           |
| 7   | 4 de janeiro de 1959    | 7 de outubro de 1959 (276 dias)           | Christina Karnebeek-Backs       | 2 de outubro de 1849    | 7 de outubro de 1959    | 110 anos e 5 dias     | Países Baixos            |
| 8   | 7 de outubro de 1959    | 9 de outubro de 1960 (1 ano e 2 dias)     | Robert Early                    | 8 de outubro de 1849    | 9 de outubro de 1960    | 111 anos e 1 dia      | Estados Unidos           |
| 9   | 9 de outubro de 1960    | 28 de novembro de 1960 (50 dias)          | Nettie Minick                   | 3 de abril de 1851      | 28 de novembro de 1960  | 109 anos e 239 dias   | Estados Unidos           |
| 10  | 28 de novembro de 1960  | 30 de dezembro de 1964 (4 anos e 32 dias) | Mary Kelly                      | 7 de junho de 1851      | 30 de dezembro de 1964  | 113 anos e 206 dias   | Estados Unidos           |
| 11  | 30 de dezembro de 1964  | 5 de junho de 1967 (2 anos e 157 dias)    | James King                      | 15 de novembro de 1854  | 5 de junho de 1967      | 112 anos e 202 dias   | Estados Unidos           |
| 12  | 5 de junho de 1967      | 21 de outubro de 1968 (1 ano e 138 dias)  | Narcissa Rickman                | 13 de setembro de 1855  | 21 de outubro de 1968   | 113 anos e 38 dias    | Estados Unidos           |
| 13  | 21 de outubro de 1968   | 14 de novembro de 1968 (24 dias)          | Tome Horigome                   | 22 de janeiro de 1857   | 14 de novembro de 1968  | 111 anos e 297 dias   | Japão                    |
| 14  | 14 de novembro de 1968  | 4 de maio de 1969 (171 dias)              | Marie Bernátková                | 22 de outubro de 1857   | 4 de maio de 1969       | 111 anos e 194 dias   | Tchecoslováquia          |
| 15  | 4 de maio de 1969       | 31 de dezembro de 1969 (241 dias)         | Haruno Shimada                  | 24 de dezembro de 1857  | 31 de dezembro de 1969  | 112 anos e 7 dias     | Japão                    |
| 16  | 31 de dezembro de 1969  | 11 de janeiro de 1970 (11 dias)           | Ada Roe                         | 6 de fevereiro de 1858  | 11 de janeiro de 1970   | 111 anos e 339 dias   | Reino Unido              |
| 17  | 11 de janeiro de 1970   | 10 de julho de 1972 (2 anos e 181 dias)   | Kitty Harvey                    | 12 de janeiro de 1860   | 10 de julho de 1972     | 112 anos e 180 dias   | Estados Unidos           |
| 18  | 10 de julho de 1972     | 27 de fevereiro de 1973 (232 dias)        | Josefa Salas Mateo              | 14 de julho de 1860     | 27 de fevereiro de 1973 | 112 anos e 228 dias   | Espanha                  |
| 19  | 27 de fevereiro de 1973 | 18 de agosto de 1973 (172 dias)           | Alice Stevenson                 | 10 de julho de 1861     | 18 de agosto de 1973    | 112 anos e 39 dias    | Reino Unido              |
| 20  | 18 de agosto de 1973    | 10 de janeiro de 1974 (145 dias)          | Ettie Crist                     | 14 de fevereiro de 1862 | 10 de janeiro de 1974   | 111 anos e 330 dias   | Estados Unidos           |
| 21  | 10 de janeiro de 1974   | 7 de abril de 1974 (87 dias)              | Laurence Entiope                | 9 de dezembro de 1862   | 7 de abril de 1974      | 111 anos e 119 dias   | Martinica França         |
| 22  | 7 de abril de 1974      | 31 de maio de 1975 (1 ano e 54 dias)      | Mito Umeta                      | 27 de março de 1863     | 31 de maio de 1975      | 112 anos e 65 dias    | Japão                    |
| 23  | 31 de maio de 1975      | 16 de novembro de 1976 (1 ano e 169 dias) | Niwa Kawamoto                   | 5 de agosto de 1863     | 16 de novembro de 1976  | 113 anos e 103 dias   | Japão                    |
| 24  | 16 de novembro de 1976  | 5 de novembro de 1978 (1 ano e 354 dias)  | Alice Coles                     | 28 de agosto de 1865    | 5 de novembro de 1978   | 113 anos e 69 dias    | Estados Unidos           |
| 25  | 5 de novembro de 1978   | 29 de junho de 1979 (236 dias)            | Josefa Llovet Llovet            | 25 de fevereiro de 1867 | 29 de junho de 1979     | 112 anos e 124 dias   | Espanha                  |
| 26  | 29 de junho de 1979     | 27 de janeiro de 1981 (1 ano e 212 dias)  | Eliza Underwood                 | 15 de março de 1867     | 27 de janeiro de 1981   | 113 anos e 318 dias   | Estados Unidos           |
| 27  | 27 de janeiro de 1981   | 26 de agosto de 1981 (211 dias)           | Judia Ward                      | 15 de junho de 1868     | 26 de agosto de 1981    | 113 anos e 72 dias    | Estados Unidos           |
| 28  | 26 de agosto de 1981    | 13 de novembro de 1982 (1 ano e 250 dias) | Nellie Spencer                  | 24 de agosto de 1869    | 13 de novembro de 1982  | 113 anos e 81 dias    | Estados Unidos           |
| 29  | 13 de novembro de 1982  | 13 de outubro de 1983 (334 dias)          | Emma Wilson                     | 12 de maio de 1870      | 13 de outubro de 1983   | 113 anos e 154 dias   | Estados Unidos           |
| 30  | 13 de outubro de 1983   | 21 de outubro de 1986 (3 anos e 8 dias)   | Augusta Holtz                   | 3 de agosto de 1871     | 21 de outubro de 1986   | 115 anos e 79 dias    | Estados Unidos           |
| 31  | 21 de outubro de 1986   | 2 de fevereiro de 1987 (104 dias)         | Mary McKinney                   | 30 de maio de 1873      | 2 de fevereiro de 1987  | 113 anos e 248 dias   | Estados Unidos           |
| 32  | 2 de fevereiro de 1987  | 27 de dezembro de 1987 (328 dias)         | Anna Eliza Williams             | 2 de junho de 1873      | 27 de dezembro de 1987  | 114 anos e 208 dias   | Reino Unido              |
| 33  | 27 de dezembro de 1987  | 11 de janeiro de 1988 (15 dias)           | Florence Knapp                  | 10 de outubro de 1873   | 11 de janeiro de 1988   | 114 anos e 93 dias    | Reino Unido              |
| 34  | 11 de janeiro de 1988   | 7 de julho de 1990 (2 anos e 177 dias)    | Easter Wiggins                  | 1 de junho de 1874      | 7 de julho de 1990      | 116 anos e 36 dias    | Estados Unidos           |
| 35  | 7 de julho de 1990      | 4 de agosto de 1997 (7 anos e 28 dias)    | Jeanne Calment                  | 21 de fevereiro de 1875 | 4 de agosto de 1997     | 122 anos e 164 dias   | França                   |
| 36  | 4 de agosto de 1997     | 16 de abril de 1998 (255 dias)            | Marie-Louise Meilleur           | 29 de agosto de 1880    | 16 de abril de 1998     | 117 anos e 230 dias   | Canadá                   |
| 37  | 16 de abril de 1998     | 30 de dezembro de 1999 (1 ano e 258 dias) | Sarah Knauss                    | 24 de setembro de 1880  | 30 de dezembro de 1999  | 119 anos e 97 dias    | Estados Unidos           |
| 38  | 30 de dezembro de 1999  | 21 de novembro de 2000 (327 dias)         | Ella Miller                     | 6 de dezembro de 1884   | 21 de novembro de 2000  | 115 anos e 351 dias   | Estados Unidos           |
| 39  | 2 de novembro de 2000   | 6 de junho de 2001 (216 dias)             | Marie Brémont                   | 25 de abril de 1886     | 6 de junho de 2001      | 115 anos e 42 dias    | França                   |
| 40  | 6 de junho de 2001      | 18 de março de 2002 (285 dias)            | Maude Farris-Luse               | 21 de janeiro de 1887   | 18 de março de 2002     | 115 anos e 56 dias    | Estados Unidos           |
| 41  | 18 de março de 2002     | 28 de maio de 2002 (71 dias)              | Grace Clawson                   | 15 de novembro de 1887  | 28 de maio de 2002      | 114 anos e 194 dias   | Estados Unidos           |
| 42  | 28 de maio de 2002      | 21 de agosto de 2002 (85 dias)            | Adelina Domingues               | 19 de fevereiro de 1888 | 21 de agosto de 2002    | 114 anos e 183 dias   | Estados Unidos           |
| 43  | 21 de agosto de 2002    | 29 de dezembro de 2002 (130 dias)         | Mae Harrington                  | 20 de janeiro de 1889   | 29 de dezembro de 2002  | 113 anos e 343 dias   | Estados Unidos           |
| 44  | 29 de dezembro de 2002  | 28 de setembro de 2003 (273 dias)         | Yukichi Chuganji                | 23 de março de 1889     | 28 de setembro de 2003  | 114 anos e 189 dias   | Japão                    |
| 45  | 28 de setembro de 2003  | 13 de novembro de 2003 (46 dias)          | Mitoyo Kawate                   | 15 de maio de 1889      | 13 de novembro de 2003  | 114 anos e 182 dias   | Japão                    |
| 46  | 13 de novembro de 2003  | 29 de agosto de 2004 (290 dias)           | Ramona Trinidad Iglesias-Jordan | 31 de agosto de 1889    | 29 de agosto de 2004    | 114 anos e 364 dias   | Porto Rico (EUA)         |
| 47  | 29 de agosto de 2004    | 27 de agosto de 2006 (1 ano e 363 dias)   | María Ester de Capovilla        | 14 de setembro de 1889  | 27 de agosto de 2006    | 116 anos e 347 dias   | Equador                  |
| 48  | 27 de agosto de 2006    | 11 de dezembro de 2006 (106 dias)         | Elizabeth Bolden                | 15 de agosto de 1890    | 11 de dezembro de 2006  | 116 anos e 118 dias   | Estados Unidos           |
| 49  | 11 de dezembro de 2006  | 24 de janeiro de 2007 (44 dias)           | Emiliano Mercado del Toro       | 21 de agosto de 1891    | 24 de janeiro de 2007   | 115 anos e 156 dias   | Porto Rico (EUA)         |
| 50  | 24 de janeiro de 2007   | 28 de janeiro de 2007 (4 dias)            | Emma Faust Tillman              | 22 de novembro de 1892  | 28 de janeiro de 2007   | 114 anos e 67 dias    | Estados Unidos           |
| 51  | 28 de janeiro de 2007   | 13 de agosto de 2007 (197 dias)           | Yone Minagawa                   | 4 de janeiro de 1893    | 13 de agosto de 2007    | 114 anos e 221 dias   | Japão                    |
| 52  | 13 de agosto de 2007    | 26 de novembro de 2008 (1 ano e 105 dias) | Edna Parker                     | 20 de abril de 1893     | 26 de novembro de 2008  | 115 anos e 220 dias   | Estados Unidos           |
| 53  | 26 de novembro de 2008  | 2 de janeiro de 2009 (37 dias)            | Maria de Jesus                  | 10 de setembro de 1893  | 2 de janeiro de 2009    | 115 anos e 114 dias   | Portugal                 |
| 54  | 2 de janeiro de 2009    | 11 de setembro de 2009 (252 dias)         | Gertrude Baines                 | 6 de abril de 1894      | 11 de setembro de 2009  | 115 anos e 158 dias   | Estados Unidos           |
| 55  | 11 de setembro de 2009  | 2 de maio de 2010 (233 dias)              | Kama Chinen                     | 10 de maio de 1895      | 2 de maio de 2010       | 114 anos e 357 dias   | Japão                    |
| 56  | 2 de maio de 2010       | 4 de novembro de 2010 (186 dias)          | Eugénie Blanchard               | 16 de fevereiro de 1896 | 4 de novembro de 2010   | 114 anos e 261 dias   | França                   |
| 57  | 4 de novembro de 2010   | 18 de novembro de 2010 (1 ano e 14 dias)  | Ana Nogueira de Luca            | 21 de junho de 1896     | 18 de novembro de 2010  | 114 anos e 120 dias   | Brasil                   |
| 58  | 18 de novembro de 2010  | 21 de junho de 2011 (215 dias)            | Maria Gomes Valentim            | 9 de julho de 1896      | 21 de junho de 2011     | 114 anos e 347 dias   | Brasil                   |
| 59  | 21 de junho de 2011     | 4 de dezembro de 2012 (1 ano e 166 dias)  | Besse Cooper                    | 26 de agosto de 1896    | 4 de dezembro de 2012   | 116 anos e 100 dias   | Estados Unidos           |
| 60  | 4 de dezembro de 2012   | 17 de dezembro de 2012 (13 dias)          | Dina Manfredini                 | 4 de abril de 1897      | 17 de dezembro de 2012  | 115 anos e 257 dias   | Reino de Itália          |
| 61  | 17 de dezembro de 2012  | 12 de junho de 2013 (190 dias)            | Jiroemon Kimura                 | 19 de abril de 1897     | 12 de junho de 2013     | 116 anos e 54 dias    | Japão                    |
| 62  | 12 de junho de 2013     | 1 de abril de 2015 (1 ano e 293 dias)     | Misao Okawa                     | 5 de março de 1898      | 1 de abril de 2015      | 117 anos e 27 dias    | Japão                    |
| 63  | 1 de abril de 2015      | 6 de abril de 2015 (5 dias)               | Gertrude Weaver                 | 4 de julho de 1898      | 6 de abril de 2015      | 116 anos e 276 dias   | Estados Unidos           |
| 64  | 6 de abril de 2015      | 17 de junho de 2015 (72 dias)             | Jeralean Talley                 | 23 de maio de 1899      | 17 de junho de 2015     | 116 anos e 25 dias    | Estados Unidos           |
| 65  | 17 de junho de 2015     | 12 de maio 2016 (330 dias)                | Susannah Mushatt Jones          | 6 de julho de 1899      | 12 de maio de 2016      | 116 anos e 311 dias   | Estados Unidos           |
| 66  | 12 de maio de 2016      | 15 de abril de 2017 (338 dias)            | Emma Morano-Martinuzzi          | 29 de novembro de 1899  | 15 de abril de 2017     | 117 anos e 137 dias   | Reino de Itália          |
| 67  | 15 de abril de 2017     | 15 de setembro de 2017 (153 dias)         | Violet Brown                    | 10 de março de 1900     | 15 de setembro de 2017  | 117 anos e 189 dias   | Jamaica                  |
| 68  | 15 de setembro de 2017  | 21 de abril de 2018 (218 dias)            | Nabi Tajima                     | 4 de agosto de 1900     | 21 de abril de 2018     | 117 anos e 260 dias   | Japão                    |
| 69  | 21 de abril de 2018     | 22 de julho de 2018 (92 dias)             | Chiyo Miyako                    | 2 de maio de 1901       | 22 de julho de 2018     | 117 anos e 81 dias    | Japão                    |
| 70  | 22 de julho de 2018     | 19 de abril de 2022 (3 anos e 271 dias)   | Kane Tanaka                     | 2 de janeiro de 1903    | 19 de abril de 2022     | 119 anos e 107 dias   | Japão                    |
| 71  | 19 de abril de 2022     | 17 de janeiro de 2023 (273 dias)          | Lucile Randon                   | 11 de fevereiro de 1904 | 17 de janeiro de 2023   | 118 anos e 340 dias   | França                   |
| 72  | 17 de janeiro de 2023   | 19 de agosto de 2024 (1 ano e 215 dias)   | María Brañas Morera             | 4 de março de 1907      | 19 de agosto de 2024    | 117 anos e 168 dias   | Estados Unidos · Espanha |
| 73  | 19 de agosto de 2024    | 29 de dezembro de 2024 (132 dias)         | Tomiko Itooka                   | 23 de maio de 1908      | 29 de dezembro de 2024  | 116 anos e 220 dias   | Japão                    |
| 74  | 29 de dezembro de 2024  | 30 de abril de 2025 (122 dias)            | Inah Canabarro Lucas            | 27 de maio de 1908      | 30 de abril de 2025     | 116 anos e 338 dias   | Brasil                   |
| 75  | 30 de abril de 2025     | PESSOA VIVA 53 dias                       | Ethel Caterham                  | 21 de agosto de 1909    | —                       | 115 anos e 305 dias   | Reino Unido              |

     Pessoa já falecida ·      Pessoa viva

## Lista dos homens vivos mais velhos do mundo desde 1951
Os sucessivos homens mais velhos do mundo, comprovadamente reconhecidos, desde o ano de 1951, seriam:

      Falecida       Pessoa viva
| Nº | De                     | Até                                        | Nome                          | Idade no dia da morte                   | Datas de nascimento e falecimento                | Origem               |
| -- | ---------------------- | ------------------------------------------ | ----------------------------- | --------------------------------------- | ------------------------------------------------ | -------------------- |
| 1  | —                      | 27 de março de 1951                        | James Smith                   | 108 anos e 260 dias                     | 10 de julho de 1849 – 27 de março de 1951        | Estados Unidos       |
| 2  | 27 de março de 1951    | 12 de março de 1953 (1 ano e 350 dias)     | James Hard                    | 109 anos e 240 dias                     | 15 de julho de 1849 – 12 de março de 1953        | Estados Unidos       |
| 3  | 12 de março de 1953    | 10 de outubro de 1953 (212 dias)           | Karl Glöckner                 | 107 anos e 285 dias                     | 29 de dezembro de 1849 – 10 de outubro de 1953   | Alemanha             |
| 4  | 10 de outubro de 1953  | 17 de setembro de 1954 (342 dias)          | Wayland Newell                | 108 anos e 2 dias                       | 15 de setembro de 1846 – 17 de setembro de 1954  | Estados Unidos       |
| 5  | 17 de setembro de 1954 | 23 de setembro de 1954 (6 dias)            | Anders Johansson              | 106 anos e 183 dias                     | 24 de março de 1848 – 23 de novembro de 1954     | Suécia               |
| 6  | 23 de setembro de 1954 | 3 de dezembro de 1954 (71 dias)            | Euclid Story                  | 106 anos e 126 dias                     | 30 de julho de 1848 – 3 de dezembro de 1954      | Estados Unidos       |
| 7  | 3 de dezembro de 1954  | 14 de março de 1955 (101 dias)             | Daniel Cummings               | 106 anos e 170 dias                     | 25 de setembro de 1848 – 14 de março de 1955     | Estados Unidos       |
| 8  | 14 de março de 1955    | 7 de janeiro de 1957 (1 ano e 299 dias)    | Mathias Hansen Saether        | 108 anos e 78 dias                      | 21 de outubro de 1848 – 7 de janeiro de 1957     | Noruega              |
| 9  | 7 de janeiro de 1957   | 9 de outubro de 1960 (3 anos e 276 dias)   | Robert Early                  | 111 anos e 1 dia                        | 8 de outubro de 1849 – 9 de outubro de 1960      | Estados Unidos       |
| 10 | 9 de outubro de 1960   | 9 de dezembro de 1960 (61 dias)            | Willem Kostering              | 109 anos e 17 dias                      | 21 de novembro de 1851 – 9 de dezembro de 1960   | Países Baixos        |
| 11 | 9 de dezembro de 1960  | 12 de março de 1962 (1 ano e 93 dias)      | Sylvester Melvin              | 110 anos e 103 dias                     | 29 de novembro de 1851 – 12 de março de 1962     | Estados Unidos       |
| 12 | 12 de março de 1962    | 16 de março de 1962 (4 dias)               | Joseph Saint-Amour            | 110 anos e 18 dias                      | 26 de fevereiro de 1852 – 16 de março de 1962    | Canadá               |
| 13 | 16 de março de 1962    | 22 de novembro de 1962 (251 dias)          | William Smith                 | 108 anos e 267 dias                     | 28 de fevereiro de 1854 – 22 de novembro de 1962 | Estados Unidos       |
| 14 | 22 de novembro de 1962 | 5 de junho de 1967 (4 anos e 195 dias)     | James King                    | 112 anos e 202 dias                     | 15 de novembro de 1854 – 5 de junho de 1967      | Estados Unidos       |
| 15 | 5 de junho de 1967     | 21 de março de 1968 (290 dias)             | John Mosely Turner            | 111 anos e 280 dias                     | 15 de junho de 1856 – 21 de março de 1968        | Reino Unido          |
| 16 | 21 de março de 1968    | 24 de novembro de 1968 (248 dias)          | Eli Lindsay                   | 110 anos e 271 dias                     | 27 de fevereiro de 1858 – 24 de novembro de 1968 | Canadá               |
| 17 | 24 de novembro de 1968 | 1 de dezembro de 1968 (7 dias)             | John Chaney                   | 109 anos e 50 dias                      | 12 de outubro de 1859 – 1 de dezembro de 1968    | Estados Unidos       |
| 18 | 1 de dezembro de 1968  | 22 de abril de 1969 (142 dias)             | William Lamb                  | 109 anos e 151 dias                     | 24 de novembro de 1859 – 22 de abril de 1969     | Estados Unidos       |
| 19 | 22 de abril de 1969    | 4 de janeiro de 1970 (257 dias)            | John Johnson                  | 109 anos e 182 dias                     | 30 de junho de 1860– 4 de janeiro de 1970        | Estados Unidos       |
| 20 | 4 de janeiro de 1970   | 2 de dezembro de 1971 (1 ano e 332 dias)   | Theophilus May                | 110 anos e 331 dias                     | 5 de janeiro de 1861 – 2 de dezembro de 1971     | Estados Unidos       |
| 21 | 2 de dezembro de 1971  | 5 de maio de 1973 (1 ano e 154 dias)       | Friedrich Wedeking            | 110 anos e 207 dias                     | 10 de outubro de 1862 – 5 de maio de 1973        | Alemanha             |
| 22 | 5 de maio de 1973      | 18 de outubro de 1974 (1 ano e 166 dias)   | Isaac Edwards                 | 110 anos e 316 dias                     | 6 de dezembro de 1863 – 18 de outubro de 1974    | Estados Unidos       |
| 23 | 18 de outubro de 1974  | 7 de janeiro de 1977 (2 anos e 81 dias)    | James Holt                    | 111 anos e 13 dias                      | 25 de dezembro de 1865 – 7 de janeiro de 1977    | Estados Unidos       |
| 24 | 7 de janeiro de 1977   | 17 de março de 1977 (69 dias)              | Jean Teillet                  | 110 anos e 131 dias                     | 6 de novembro de 1866 – 17 de março de 1977      | França               |
| 25 | 17 de março de 1977    | 20 de agosto de 1978 (1 ano e 156 dias)    | Charlie Nelson                | 110 anos e 333 dias                     | 21 de setembro de 1867 – 20 de agosto de 1978    | Estados Unidos       |
| 26 | 20 de agosto de 1978   | 5 de setembro de 1980 (2 anos e 16 dias)   | Charlie Phillips              | 110 anos e 123 dias                     | 5 de maio de 1870 – 5 de setembro de 1980        | Estados Unidos       |
| 27 | 5 de setembro de 1980  | 18 de abril de 1982 (1 ano e 225 dias)     | Zachariah Blackistone         | 111 anos e 61 dias                      | 16 de fevereiro de 1871 – 18 de abril de 1982    | Estados Unidos       |
| 28 | 18 de abril de 1982    | 4 de março de 1983 (320 dias)              | James Nash                    | 110 anos e 216 dias                     | 31 de julho de 1872 – 4 de março de 1983         | Estados Unidos       |
| 29 | 4 de março de 1983     | 11 de agosto de 1983 (160 dias)            | Walter Wilcox                 | 110 anos e 283 dias                     | 1 de novembro de 1872 – 11 de agosto de 1983     | Estados Unidos       |
| 30 | 11 de agosto de 1983   | 22 de dezembro de 1983 (133 dias)          | Gregory Pandazes              | 110 anos e 341 dias                     | 15 de janeiro de 1873 – 22 de dezembro de 1983   | Estados Unidos       |
| 31 | 22 de dezembro de 1983 | 25 de junho de 1984 (186 dias)             | Benjamin Garner               | 110 anos e 320 dias                     | 10 de agosto de 1873 – 25 de junho de 1984       | Estados Unidos       |
| 32 | 25 de junho de 1984    | 15 de dezembro de 1984 (173 dias)          | Randolph Davis                | 111 anos e 61 dias                      | 15 de outubro de 1873 – 15 de dezembro de 1984   | Estados Unidos       |
| 33 | 15 de dezembro de 1984 | 14 de dezembro de 1986 (1 ano e 364 dias)  | Joe Thomas                    | 111 anos e 227 dias                     | 1 de maio de 1875 – 14 de dezembro de 1986       | Estados Unidos       |
| 34 | 14 de dezembro de 1986 | 5 de janeiro de 1987 (22 dias)             | Herman Smith-Johannsen        | 111 anos e 204 dias                     | 15 de junho de 1875 – 5 de janeiro de 1987       | Noruega              |
| 35 | 5 de janeiro de 1987   | 25 de novembro de 1988 (1 ano e 325 dias)  | Alphaeus Philemon Cole        | 112 anos e 136 dias                     | 12 de julho de 1876 – 25 de novembro de 1988     | Estados Unidos       |
| 36 | 25 de novembro de 1988 | 10 de junho de 1990 (1 ano e 197 dias)     | John Evans                    | 112 anos e 295 dias                     | 19 de agosto de 1877 – 10 de junho de 1990       | Reino Unido          |
| 37 | 10 de junho de 1990    | 18 de junho de 1990 (8 dias)               | Henri Pérignon                | 110 anos e 247 dias                     | 14 de outubro de 1879 – 18 de junho de 1990      | França               |
| 38 | 18 de junho de 1990    | 24 de dezembro de 1990 (1 ano e 189 dias)  | Robert Freeman                | 111 anos e 2 dias                       | 22 de dezembro de 1879 – 24 de dezembro de 1990  | Estados Unidos       |
| 39 | 24 de dezembro de 1990 | 14 de junho de 1993 (2 anos e 172 dias)    | Frederick Frazier             | 113 anos e 138 dias                     | 27 de janeiro de 1880 – 14 de junho de 1993      | Estados Unidos       |
| 40 | 14 de junho de 1993    | 20 de janeiro de 1994 (220 dias)           | Josep Armengol                | 112 anos e 181 dias                     | 23 de julho de 1881 – 20 de janeiro de 1994      | Espanha              |
| 41 | 20 de janeiro de 1994  | 18 de agosto de 1994 (210 dias)            | Park Heard                    | 112 anos e 92 dias                      | 16 de agosto de 1882 – 18 de agosto de 1992      | Estados Unidos       |
| 42 | 18 de agosto de 1994   | 25 de abril de 1998 (3 anos e 250 dias)    | Christian Mortensen           | 115 anos e 252 dias                     | 16 de agosto de 1882 – 25 de abril de 1998       | Estados Unidos       |
| 42 | 25 de abril de 1998    | 25 de dezembro de 1998 (244 dias)          | Donald Butler                 | 113 anos e 128 dias                     | 7 de novembro de 1885 – 25 de dezembro de 1998   | Estados Unidos       |
| 43 | 25 de dezembro de 1998 | 29 de abril de 1999 (125 dias)             | Denzō Ishizaki                | 112 anos e 191 dias                     | 20 de outubro de 1886 – 29 de abril de 1999      | Japão                |
| 44 | 29 de abril de 1999    | 15 de novembro de 1999 (200 dias)          | Antonio Urrea Hernández       | 111 anos e 270 dias                     | 18 de fevereiro de 1888 – 15 de novembro de 1999 | Espanha              |
| 45 | 15 de novembro de 1999 | 1 de março de 2001 (1 ano e 106 dias)      | John Painter                  | 112 anos e 162 dias                     | 20 de setembro de 1888 – 1 de março de 2001      | Estados Unidos       |
| 46 | 1 de março de 2001     | 3 de janeiro de 2002 (308 dias)            | Antonio Todde                 | 112 anos e 346 dias                     | 22 de janeiro de 1889 – 3 de janeiro de 2002     | Itália               |
| 47 | 3 de janeiro de 2002   | 28 de setembro de 2003 (1 ano e 268 dias)  | Yūkichi Chūganji              | 114 anos e 189 dias                     | 23 de março de 1889 – 28 de setembro de 2003     | Japão                |
| 48 | 28 de setembro de 2003 | 5 de março de 2004 (159 dias)              | Joan Riudavets Moll           | 114 anos e 81 dias                      | 15 de dezembro de 1889 – 5 de março de 2004      | Espanha              |
| 49 | 5 de março de 2004     | 19 de novembro de 2004 (259 dias)          | Fred Hale                     | 113 anos e 354 dias                     | 1 de dezembro de 1890 – 19 de novembro de 2004   | Estados Unidos       |
| 50 | 19 de novembro de 2004 | 24 de janeiro de 2007 (2 anos e 66 dias)   | Emiliano Mercado del Toro     | 115 anos e 156 dias                     | 21 de agosto de 1891 – 24 de janeiro de 2007     | Porto Rico           |
| 51 | 24 de janeiro de 2007  | 19 de junho de 2009 (2 anos e 146 dias)    | Tomoji Tanabe                 | 113 anos e 274 dias                     | 18 de setembro de 1895 – 19 de junho de 2009     | Japão                |
| 52 | 19 de junho de 2009    | 18 de julho de 2009 (29 dias)              | Henry Allingham               | 113 anos e 42 dias                      | 6 de junho de 1896 – 18 de julho de 2009         | Reino Unido          |
| 53 | 18 de julho de 2009    | 14 de abril de 2011 (1 ano e 270 dias)     | Walter Breuning               | 114 anos e 205 dias                     | 21 de setembro de 1896 – 14 de abril de 2011     | Estados Unidos       |
| 54 | 14 de abril de 2011    | 25 de setembro de 2011 (164 dias)          | Horacio Celi Mendoza          | 114 anos e 265 dias                     | 3 de janeiro de 1897 – 25 de setembro de 2011    | Peru                 |
| 55 | 25 de setembro de 2011 | 12 de junho de 2013 (1 ano e 260 dias)     | Jiroemon Kimura               | 116 anos e 54 dias                      | 19 de abril de 1897 – 12 de junho de 2013        | Japão                |
| 56 | 12 de junho de 2013    | 13 de setembro de 2013 (93 dias)           | Salustiano Sánchez Blázquez   | 112 anos e 97 dias                      | 8 de junho de 1901 – 13 de setembro de 2013      | Estados Unidos       |
| 57 | 13 de setembro de 2013 | 26 de março de 2014 (194 dias)             | Ernest Peronneau              | 112 anos e 19 dias                      | 7 de março de 1902 – 26 de março de 2014         | Estados Unidos       |
| 58 | 13 de setembro de 2013 | 24 de abril de 2014 (223 dias)             | Arturo Licata                 | 111 anos e 357 dias                     | 2 de maio de 1902 – 24 de abril de 2014          | Itália               |
| 59 | 24 de abril de 2014    | 8 de junho de 2014 (45 dias)               | Alexander Imich               | 111 anos e 124 dias                     | 4 de fevereiro de 1903 – 8 de junho de 2014      | Estados Unidos       |
| 60 | 8 de junho de 2014     | 5 de julho de 2015 (1 ano e 27 dias)       | Sakari Momoi                  | 112 anos e 150 dias                     | 5 de fevereiro de 1903 – 5 de julho de 2015      | Japão                |
| 61 | 5 de julho de 2015     | 19 de janeiro de 2016 (198 dias)           | Yasutaro Koide                | 112 anos e 312 dias                     | 13 de março de 1903 – 19 de janeiro de 2016      | Japão                |
| 62 | 19 de janeiro de 2016  | 11 de agosto de 2017 (1 ano e 204 dias)    | Yisrael Kristal               | 113 anos e 330 dias                     | 15 de setembro de 1903 – 11 de agosto de 2017    | Israel               |
| 63 | 11 de agosto de 2017   | 29 de janeiro de 2018 (171 dias)           | Francisco Núñez Olivera       | 113 anos e 47 dias                      | 13 de dezembro de 1904 – 29 de janeiro de 2018   | Espanha              |
| 64 | 29 de janeiro de 2018  | 20 de janeiro de 2019 (356 dias)           | Masazō Nonaka                 | 113 anos e 179 dias                     | 25 de julho de 1905 – 20 de janeiro de 2019      | Japão                |
| 65 | 20 de janeiro de 2019  | 21 de outubro de 2019 (274 dias)           | Gustav Gerneth                | 114 anos e 6 dias                       | 15 de outubro de 1905 – 21 de outubro de 2019    | Alemanha             |
| 66 | 21 de outubro de 2019  | 24 de setembro de 2020 (339 dias)          | Tomás Pinales Figuereo        | 114 anos e 177 dias                     | 31 de março de 1906 – 24 de setembro de 2020     | República Dominicana |
| 67 | 24 de setembro de 2020 | 12 de agosto de 2021 (322 dias)            | Emilio Flores Márquez         | 113 anos e 4 dias                       | 8 de agosto de 1908 – 12 de agosto de 2021       | Porto Rico           |
| 68 | 12 de Agosto de 2021   | 18 de janeiro de 2022 (159 dias)           | Saturnino de la Fuente García | 112 anos e 341 dias                     | 11 de fevereiro de 1909 – 18 de janeiro de 2022  | Espanha              |
| 69 | 18 de Janeiro de 2022  | 2 de Abril de 2024 (2 anos e 75 dias)      | Juan Vicente Pérez Mora       | 114 anos e 311 dias                     | 27 de maio de 1909 – 2 de Abril de 2024          | Venezuela            |
| 70 | 2 de Abril de 2024     | 29 de Junho de 2024 (88 dias)              | Shi Ping                      | 112 anos e 241 dias                     | 1 de novembro de 1909 – 29 de Junho de 2024      | China                |
| 71 | 2 de Abril de 2024     | 25 de novembro 2024 (237 dias)             | John Tinniswood               | 112 anos e 300 dias                     | 26 de agosto de 1912 – 25 de Novembro de 2024    | Inglaterra           |
| 72 | 25 de novembro de 2024 | PESSOA VIVA (tempo como decano) (209 dias) | João Marinho Neto             | Pessoa viva – idade 112 anos e 260 dias | 5 de novembro de 1912                            | Brasil               |